# Universidad Pontificia de Santo Tomás de Aquino (Chile)

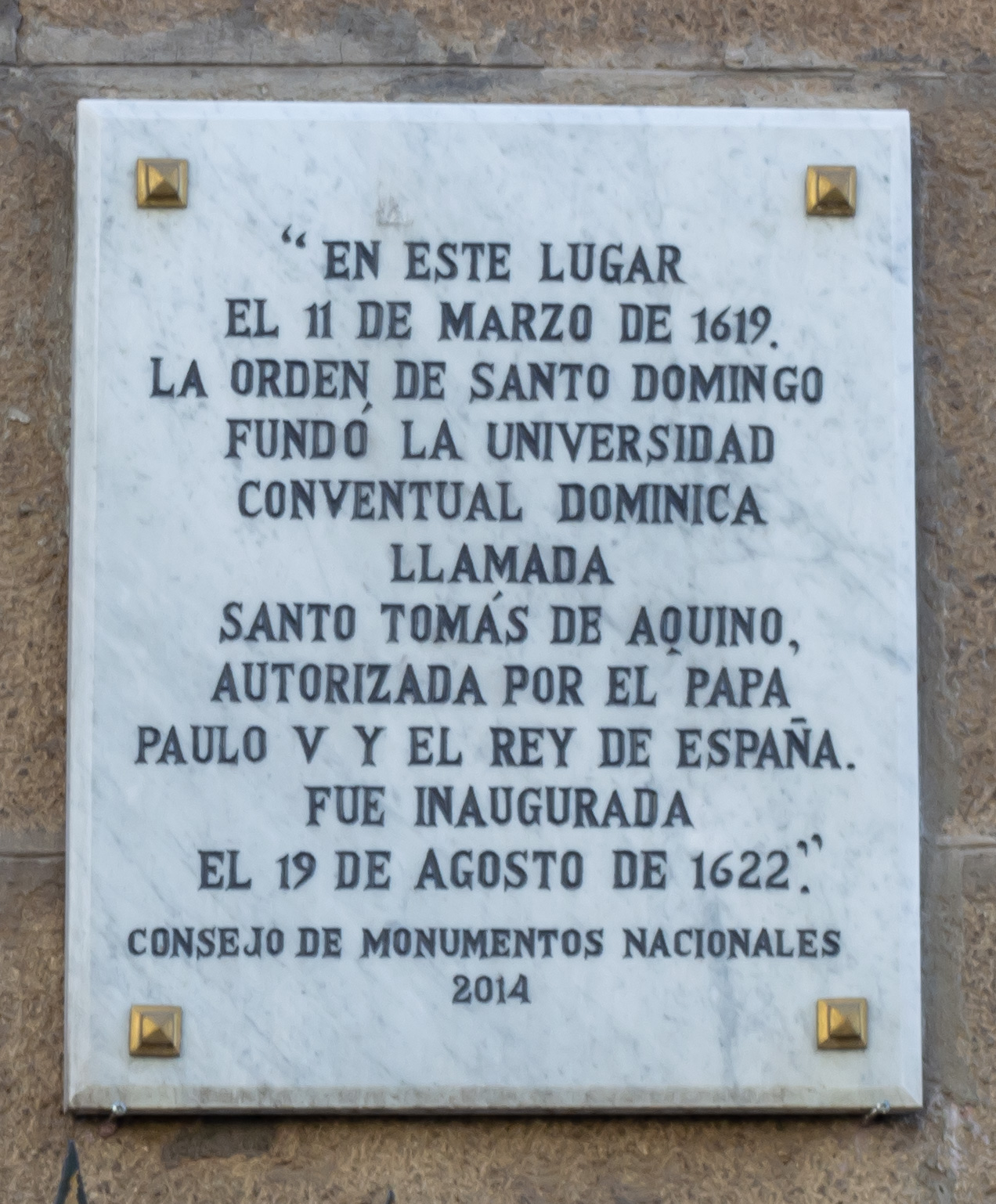
Placa en la iglesia de Santo Domingo, que da cuenta de la Universidad.

La Universidad Pontificia de Santo Tomás de Aquino fue una institución de educación superior que funcionó en Santiago de Chile entre 1622 y 1747, durante 125 años, regentada por los frailes de la provincia dominica local.
Fue la primera universidad creada en Chile y la novena del continente americano. Se fundó sobre la base del convento de Santo Domingo de Santiago, que como colegio impartía clases de varias de las llamadas artes liberales desde 1595. Siendo una pequeña casa de estudios, sólo otorgó títulos superiores en teología y filosofía.

## Historia

### La escuela dominica de Santiago
El 9 de diciembre de 1595 los padres dominicos de Santiago inauguraron solemnemente una escuela de enseñanza de gramática latina, a la que, al parecer el mismo año se sumaron cursos de filosofía y teología. Pero es muy posible que este establecimiento funcionara de hecho desde tiempo atrás, pues el rey de España ya había decretado en 1591 una subvención para sus labores de instrucción en gramática.

### Autorización papal
Aunque solo en 1595 establecieron un colegio en el que impartían clases de latín gramática y teología, ya desde 1589 los dominicos de Santiago habían  comenzado a solicitar licencia para instalar una universidad en dicha ciudad. La petición fue prolijamente tramitada por el Consejo de Indias, que solicitó informes sobre la calidad de los cursos impartidos. 
El 11 de marzo de 1619 una bula del papa Paulo V, firmada a instancias del rey Felipe III de España, autorizaba a todos los colegios dominicos americanos que lo solicitaban, siempre que se encontraran a más de 200 millas de las universidades de México y Lima, a convertirse en universidades. 
La noticia llegó Chile en 1622, creándose el 19 de agosto de ese mismo año el nuevo instituto, que en virtud de la bula pasó a ser una Universidad Pontificia.

### Competencia jesuita
En 1625, gracias a una nueva bula firmada por Gregorio XV en 1621, la provincia chilena de la Compañía de Jesús pudo convertir su propia academia, la Universidad Pontificia Colegio Máximo de San Miguel, segunda Universidad Pontificia santiaguina, análoga en funcionamiento y materias a la de los dominicos.
Pronto se establecieron querellas entre ambas órdenes acerca de cual de las dos debía ser la encargada de la educación universitaria en la modesta colonia de Chile. De jesultas, ambas siguieron en operación. Pero con el correr del tiempo los jesuitas comenzaron a ganar terreno en las preferencias del público, e incluso adeptos suyos obstruyeron la entrega de las subvenciones reales que correspondían a la Universidad Pontificia de Santo Tomás de Aquino. 
Las razones del descrédito de Universidad de Santo Tomas puede haber sido justificado, no tiene como saberse. Solo se cuentan con escasos testimonios al respecto, que pueden ser fruto de intrigas entre congregaciones. Por ejemplo un tesorero de las cajas reales, Hurtado de Mendoza, escribía al rey en 1628:

[...] porque aunque (los dominicos) tienen probado de haber leído (enseñado) todo el dicho tiempo la gramática, ha sido a sus religiosos, y si ha habido algunos estudiantes seculares no han excedido de cuatro o seis. y éstos por incorregibles, que temiendo el castigo, se han salido de las escuelas de los padres de la Compañía [...].

Aun así, los dominicos contaban con capacidad, infraestructura y tradición intelectual para mantener una pequeña universidad teológica. Por lo menos contaban con una de las mayores bibliotecas coloniales, estimada en 5000 volúmenes por el siglo XVIII.

### Cierre
Una nueva bula decretó el cierre de las universidades de las congregaciones, ante la creación de la Real Universidad de San Felipe. Consta que la Universidad de Santo Tomás de Aquino entregó títulos hasta 1747, pero no se conoce la fecha exacta del fin de sus actividades. 
Los doctores de la cerrada universidad asumieron, por derecho priopio (lustre de su religión), la cátedra Primma de Santo Tomás de la nueva Real Universidad de San Felipe, siendo el primero en dictarla fray Juan Barbosa. Los dominicos también obtuvieron para sí otras cátedras, como la de "maestro de las sentencias", matemáticas y "artes de Santo Tomás". Por todo esto, habitualmente se comprende que existe una especie de solución de continuidad entre la Universidad de Santo Tomás de Aquino, la Real Universidad de San Felipe y su sucesora, la republicana Universidad de Chile.

## Enseñanza
Los dominicos de Chile aspiraban  a seguir el modelo de la Universidad de Alcalá (a su vez derivado del diseño académico de la Universidad de París), ya utilizado por ellos en la creación de la Universidad de Santo tomas de Santo Domingo y la Universidad de San Marcos de Lima, las dos primeras de América.
Pero en rigor la Universidad de Santo Tomás de Aquino de Santiago era menor a sus modelos. Al igual que en Alcalá se impartía clases de las llamadas artes: Latín, Gramática, Retórica, Poética, Metafísica, Lógica, Filosofía de la Naturaleza y Ética, entre otras. Pero en la Universidad de Alcalá estos cursos derivaban a la obtención de títulos de bachiller, licenciado, maestro y doctor en Teología, Derecho y Medicina, que a manera de ejemplo ya se impartían en Lima durante el siglo XVII, mientras que en Chile la enseñanza solo desembocaban en teología y filosofía. 

### Grados
Debido a su carácter pontificio, sus grados, que alcanzaban al de doctor, eran formalmente otorgados por el obispo de Santiago o el cabildo eclesiástico en caso de sede vacante. Más tarde el rector ganaría esta prerrogativa (1685). 
Los grados entregados fueron:
- 2 años de estudio: bachiller
- 3 años: licenciado
- 4 años, más examen general: maestro
- 5 años o más, y examen: doctor

Los primeros 3 grados eran apellidados en artes, que podría traducirse como en filosofía (sobre todo tomista). El grado de doctor era en teología y cánones. Las insignias de los aprobados era un birrete con borlas y muceta. Los grados académicos sólo eran válidos en América.

## Subsistencia de los estudios dominicos en Chile
- Los dominicos chilenos, habiéndose extinguido sus fueros universitarios, siguieron dictando estudios superiores en filosofía a fines del siglo XVIII y durante el siglo XIX. Aún entregaron un título a Rafael Valentín Valdivieso a mediados de aquella centuria. Todavía hoy se dicta un diplomado en teología en el convento de Santo Domingo de Santiago, en el mismo lugar en que funcionaba la Universidad Pontificia de Santo Tomás.